# 리처드 마치 호
리처드 마치 호(Richard March Hoe, 중간 이름은 1920년대 일부 기록에서 "마시(Marsh)"로 표기됨; 1812년 9월 12일 – 1886년 6월 7일)는 뉴욕 시 출신의 미국 발명가로, 조시아 워런의 원본 발명과 동일한 윤전 인쇄기와 1871년의 "호 웹 완벽 인쇄기(Hoe web perfecting press)"를 포함한 관련 기술 발전을 설계했다. 이 기계는 연속적인 종이 롤을 사용하여 신문 출판에 혁명을 가져왔다.

## 생애
리처드 마치 호는 뉴욕 시에서 로버트 호 (1784–1833)의 아들로 태어났으며, 그의 아버지는 레스터셔주 출신의 영국 태생 미국 기계공이었다. 그의 형제들은 피터 스미스 호와 로버트 호 2세였다.
그의 아버지는 처남인 피터 스미스와 매튜 스미스와 함께 뉴욕 시에 증기 기관을 이용한 인쇄기 제조업을 설립했다. 열다섯 살에 리처드는 그들의 사업에 합류했다. 몇 년 후 1833년에 그는 아버지의 회사인 R. 호 & 컴퍼니의 고위 구성원이 되었다. 그해 아버지의 사망 후, 호는 회사의 책임자가 되었다. 나중에 그의 남동생인 로버트 호 2세 (1815–1884)와 피터 스미스 호 (1821–1902)가 합류했다.
리처드 호는 루시 길버트 호 (1813년 – 1841년 11월 9일)와 결혼하여 에밀리 아멜리아 호와 아델라인 호 두 딸을 두었다. 이 두 딸은 사이러스 로렌스와 드위트 로렌스 형제와 결혼했다. 루시가 28세의 어린 나이에 사망한 후, 리처드는 앤 코빈 플랫 호와 결혼하여 두 명의 딸을 더 두었는데, 앤 코빈 호 플랫 (1852–1887)과 메리 길버트 호 하퍼 (1854–1925)이다. 그의 딸 앤은 34세의 어린 나이에 출산 중 사망했으며, 쌍둥이 모두 사망했다. 그는 뉴욕 시에서 평생을 살았지만, "브라이트사이드"를 개조하는 데 여러 해를 보냈고 1857년경 가족을 점차 그곳으로 옮겼다. 그 장원은 브롱크스에 있는 53에이커의 부지에 위치해 있었다. 호는 1886년 6월 7일 이탈리아 피렌체에서 사망했다.

## 발명품
초기에 호는 사업에 강철 톱 생산을 추가하고 그 제조법을 개선했다. 1837년, 그는 영국을 방문하여 더 나은 톱 연마 공정에 대한 특허를 획득했다. 공장과 관련하여 호는 무료 교육을 제공하는 견습공 학교를 설립했다.
그는 1843년에 조시아 워런이 1832년 뉴욕에서 공개한 동일한 발명품을 기반으로 한 윤전 인쇄기 발명으로 가장 잘 알려져 있다. 워런은 자신의 인쇄기 디자인을 특허내지 않기로 결정했고, 따라서 호는 자유롭게 이를 모방할 수 있었다. 활자가 회전하는 실린더에 배치되는 디자인으로, 기존의 평판 인쇄기보다 훨씬 빠르게 인쇄할 수 있었다. 1847년에 미국 특허 5,199를 받았고, 같은 해에 상업적으로 사용되었다. 볼티모어의 선(The Sun) 발행인인 아루나 셰퍼드슨 아벨은 이를 처음으로 구매하여 사용한 사람 중 하나였다. 초창기에는 "호 번개 인쇄기"와 "호의 원통형 평판 인쇄기" 등 다양한 이름으로 불렸다.

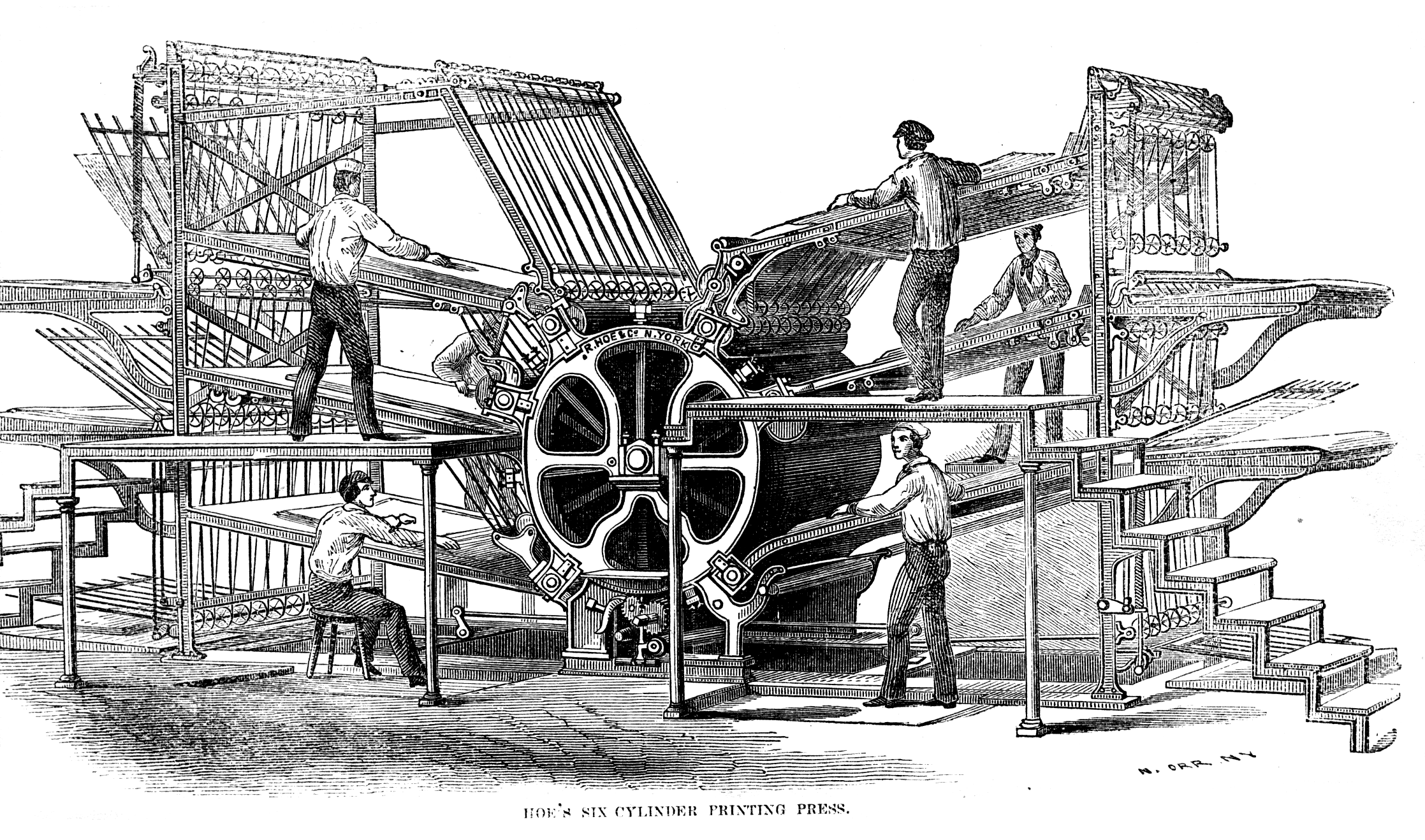
호의 6실린더 인쇄기, N. 오어의 제조 공정 역사 (1864년)에서

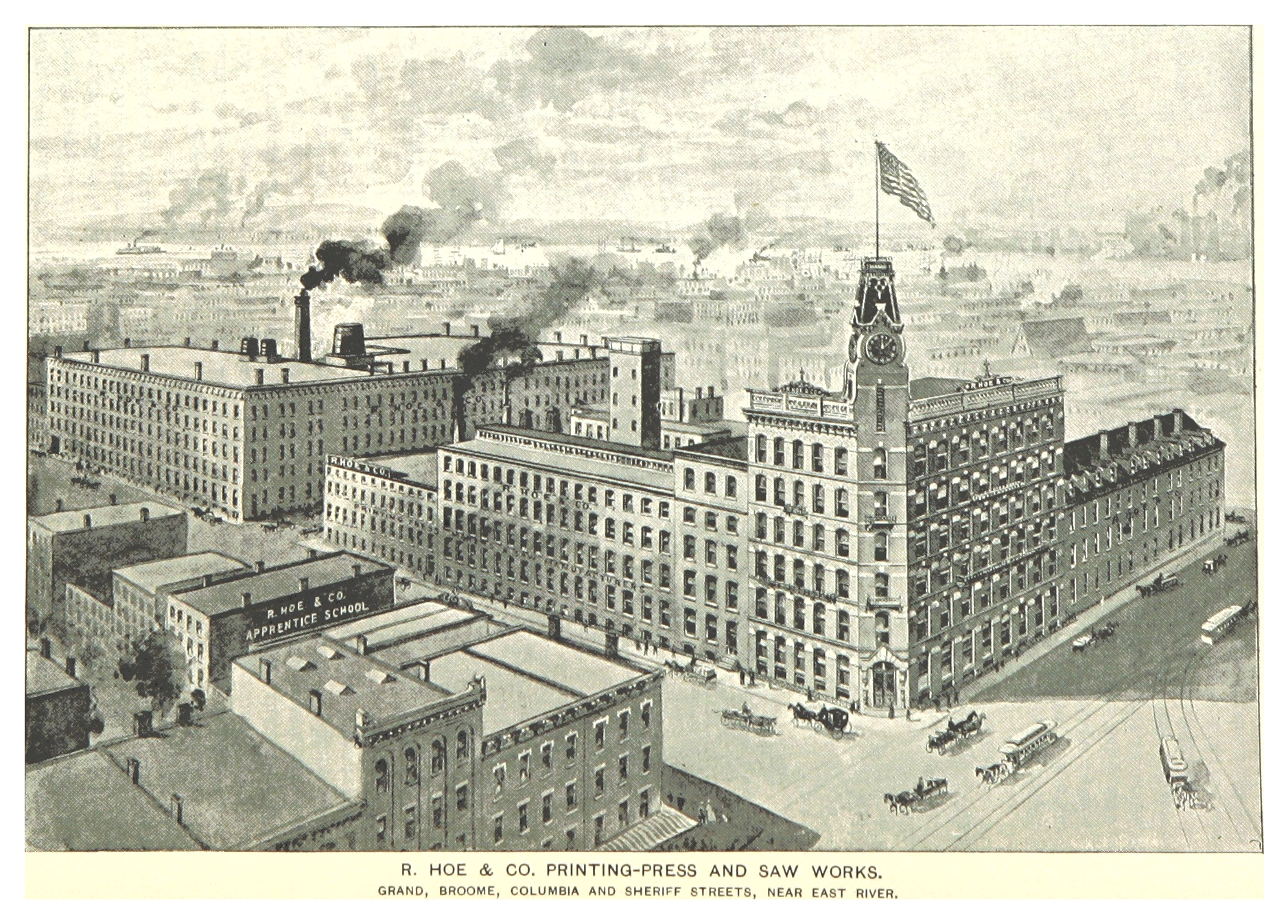
R. 호 & 컴퍼니 인쇄기 및 톱 공장, 이스트 리버 근처 컬럼비아 거리

1870년에 호는 한 번의 작업으로 페이지 양면을 인쇄하는 윤전 인쇄기를 개발했으며, 그는 이를 "호 웹 완벽 인쇄기"라고 불렀다. 호의 인쇄기는 5마일 길이의 연속적인 종이 롤을 분당 800 피트 (240 m)의 속도로 기계를 통과시켰다. 롤이 나오면 칼날 위를 지나 페이지가 잘려 나갔고, 다음으로 우편 또는 배달을 위해 페이지를 접는 장치를 통과했다. 이렇게 완전히 인쇄되고 접힌 신문은 눈으로 따라갈 수 없을 만큼 빠르게 배달되었다. 이는 시간당 18,000부를 생산했으며 뉴욕 트리뷴에서 처음 사용되었다.
호는 프리메이슨이었다. 그는 1886년 이탈리아 피렌체를 여행하던 중 사망했다. 그의 조카인 로버트 호 (1839–1909)는 주목할 만한 《인쇄기 짧은 역사》(Short History of the Printing Press, 1902)를 썼다. 그는 또한 인쇄술에 대한 추가 개선을 이루었다.
호는 윤전 인쇄기로 유명했지만, 아버지의 은퇴 후 그의 사업을 물려받기 전에도 많은 실무 경험을 쌓았고, 여러 실린더 인쇄기를 완벽하게 만들었으며, 계속해서 개선하여 마침내 그의 최고 발명품인 호 번개 인쇄기를 탄생시켰다.

## 브라이트사이드 저택
호는 그의 아내 메리와 자녀들과 함께 브롱크스의 모리사니아/헌츠 포인트 지역에 있는 브라이트사이드라는 53-에이커 (210,000 m2) 규모의 저택에서 살았다. 리처드의 형인 피터 스미스 호도 같은 저택에 집(서니슬로프)을 가지고 있었다. 이 건물은 여전히 파일 스트리트와 라파예트 애비뉴의 모퉁이에 서 있으며, 브라이트 사원 아프리카 감리교 감독 교회가 입주해 있다. 그의 가족은 1904년에 뉴욕 지하철의 브롱크스 확장 투기를 하던 개발업자들에게 저택을 팔았다.

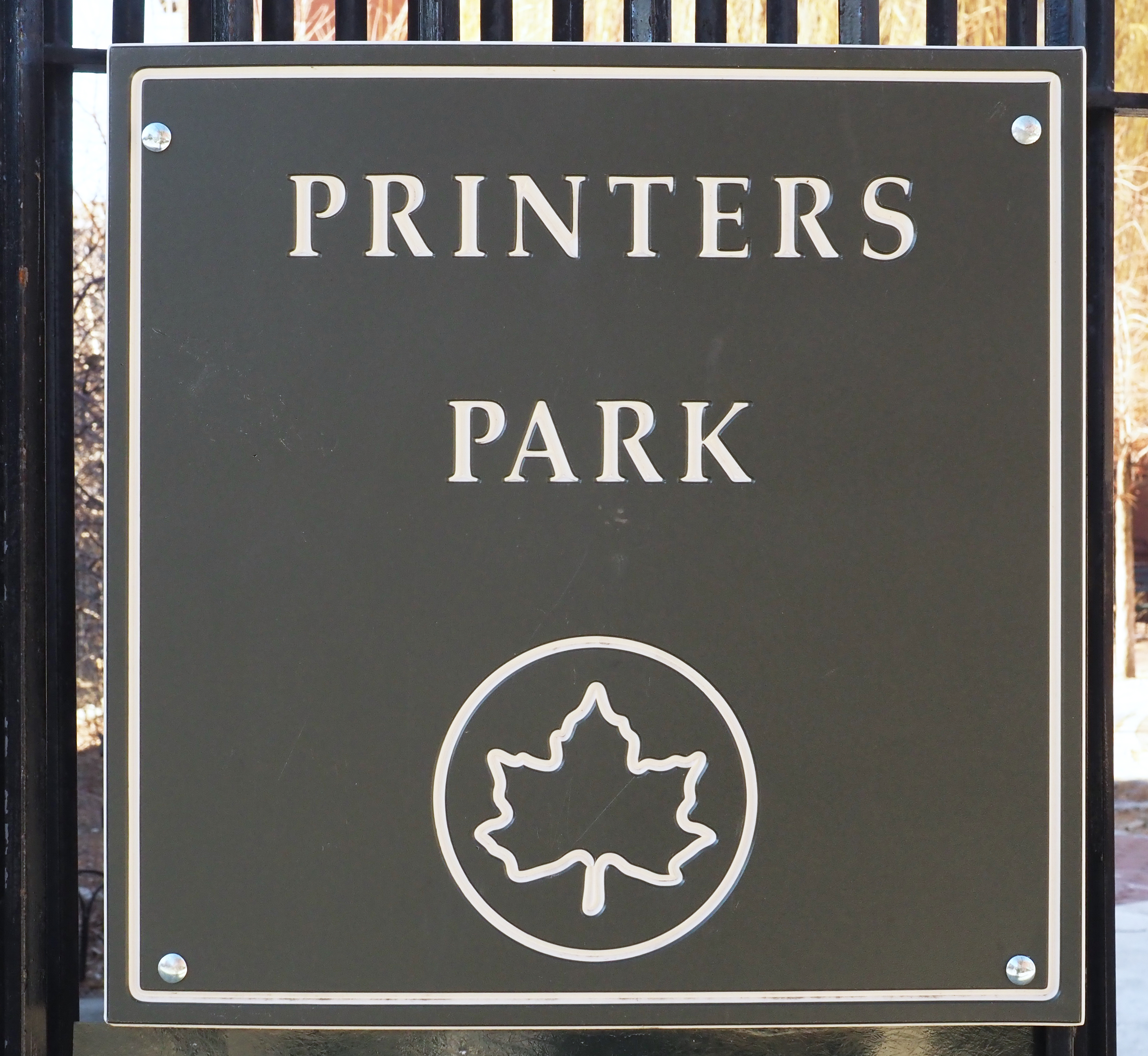
프린터스 공원 표지판 (아포스트로피가 없음)

이 지역의 여러 거리는 인쇄업계의 역사적 인물들의 이름을 따서 명명되었다. 알두스 스트리트는 알도 마누치오의 이름을 따서 명명되었다. 구텐베르그 스트리트(두 개의 "t"로 표기)는 요하네스 구텐베르크의 이름을 따서 명명되었으며, 1911년에 이스트 165번가로 이름이 변경되었다.  호 애비뉴는 현재 브루크너 대로에서 북쪽으로 뻗어 있다. 프린터스 공원은 브롱크스의 알두스 스트리트와 호 애비뉴의 모퉁이에 있는 그의 옛 저택 부지에 위치해 있다. 새로 재건축된 공원은 2010년 4월에 재개장했으며, 윤전 인쇄기에서 영감을 받은 놀이 시설을 갖추고 있다.